# Летние Олимпийские игры 1908
Игры IV Олимпиады (англ. Games of the IV Olympiad, фр. Jeux de la IVe Olympiade), чаще называемые летние Олимпийские игры 1908 года (англ. 1908 Summer Olympics, фр. Jeux Olympiques d'été de 1908), прошли в Лондоне (Великобритания) с 27 апреля по 31 октября. Было разыграно 110 комплектов медалей в 22 видах спорта.
В этих Играх приняло участие 2008 спортсменов, что больше, чем за все предыдущие Игры, вместе взятые. Они представляли 22 команды (спортсмены Новой Зеландии, не имевшей своего НОК, выступали совместно со спортсменами Австралии под названием Австралазия).

## Выбор города

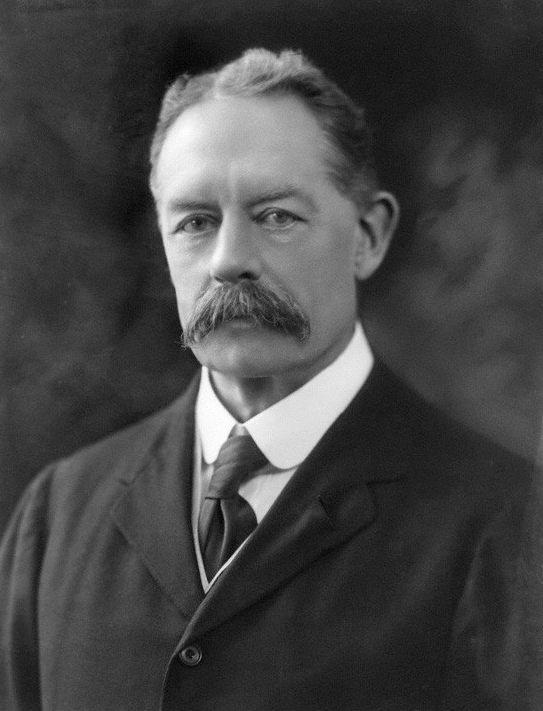
Председатель БОА Уильям Гренфелл

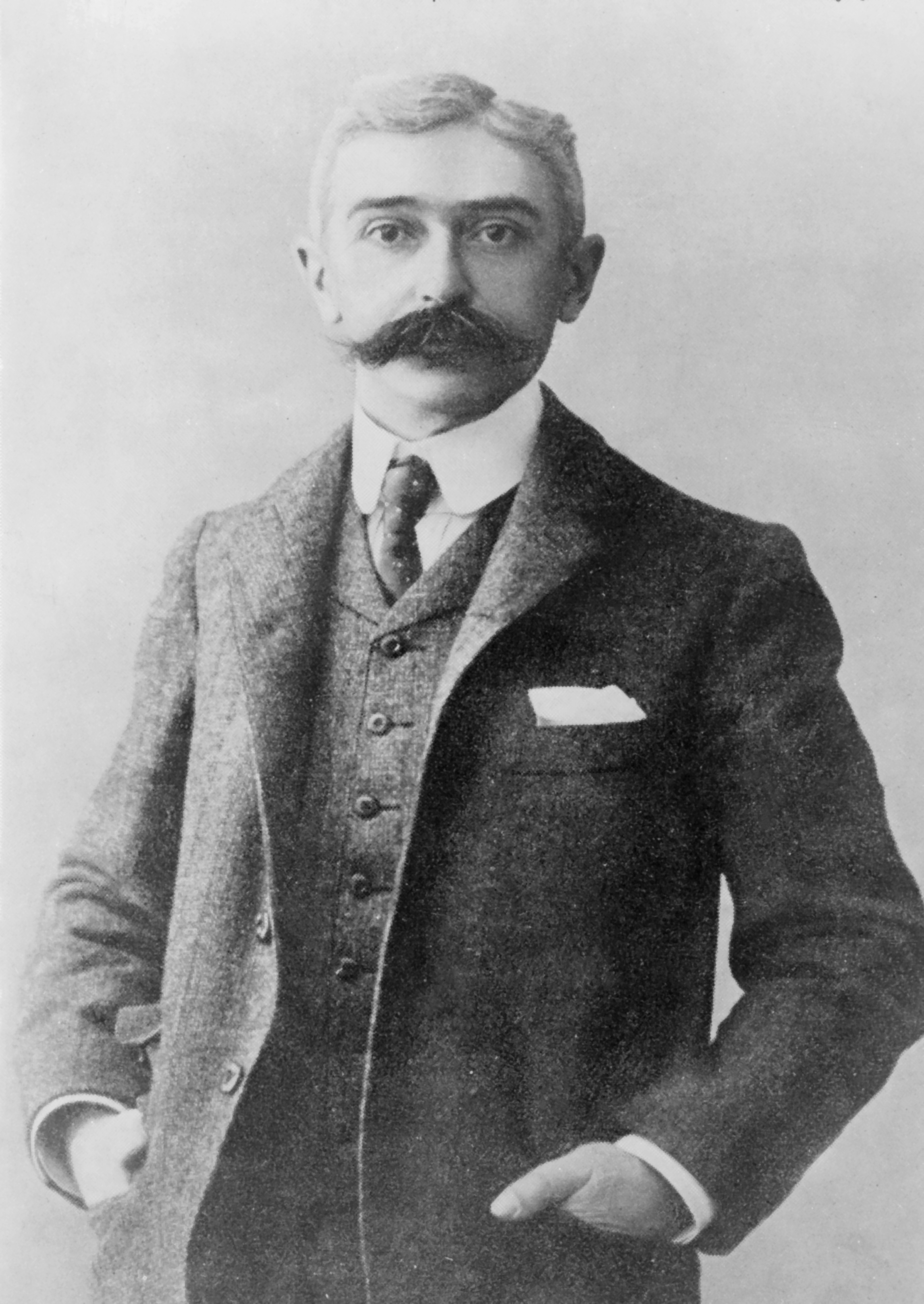
Президент МОК Пьер де Кубертен

Лондон имел шансы провести у себя самые первые летние Олимпийские игры 1896. Однако на первой сессии Международного олимпийского комитета (МОК) предпочтение было отдано Афинам, так как было решено, что первые Игры должны пройти в Греции.
На 6-й сессии МОК, которая прошла в Лондоне с 20 по 22 июня 1904 года (во время летних Олимпийских игр 1904 в Сент-Луисе) решался вопрос о проведении IV Олимпийских игр. На принятие соревнований претендовали три города — Берлин (Германия), Милан и Рим (оба — Италия), и выбор пал на столицу Италии.
Президента МОК, барона Пьера де Кубертена, в вопросе о проведении соревнований поддержали папа римский Пий X, король Италии Виктор Эммануил III и мэр Рима, однако против выступил премьер-министр Джованни Джолитти. Под давлением Милана и Турина он объявил о необходимости решения многих других государственных проблем и отсутствии средств на подготовку Игр. Кроме того, в 1906 году произошло извержение вулкана Везувий, от которого сильно пострадал город Неаполь, что вызвало ещё большие бюджетные расходы. В итоге Джолитти объявил об отказе от организации соревнований.
За два года МОК должен был срочно найти подходящий город. Представители Комитета встретились с Уильямом Гренфеллом, первым председателем Британской олимпийской ассоциации, и с королём Эдуардом VII на неофициальных Олимпийских играх 1906 в Афинах. Им было предложено провести соревнования в Лондоне, на что они согласились. Гренфелл предложил эту идею Британскому Олимпийскому совету, который её принял, и 19 ноября 1906 года он отправил письмо Международному Олимпийском комитету с согласием на проведение Игр.

## Организация Игр

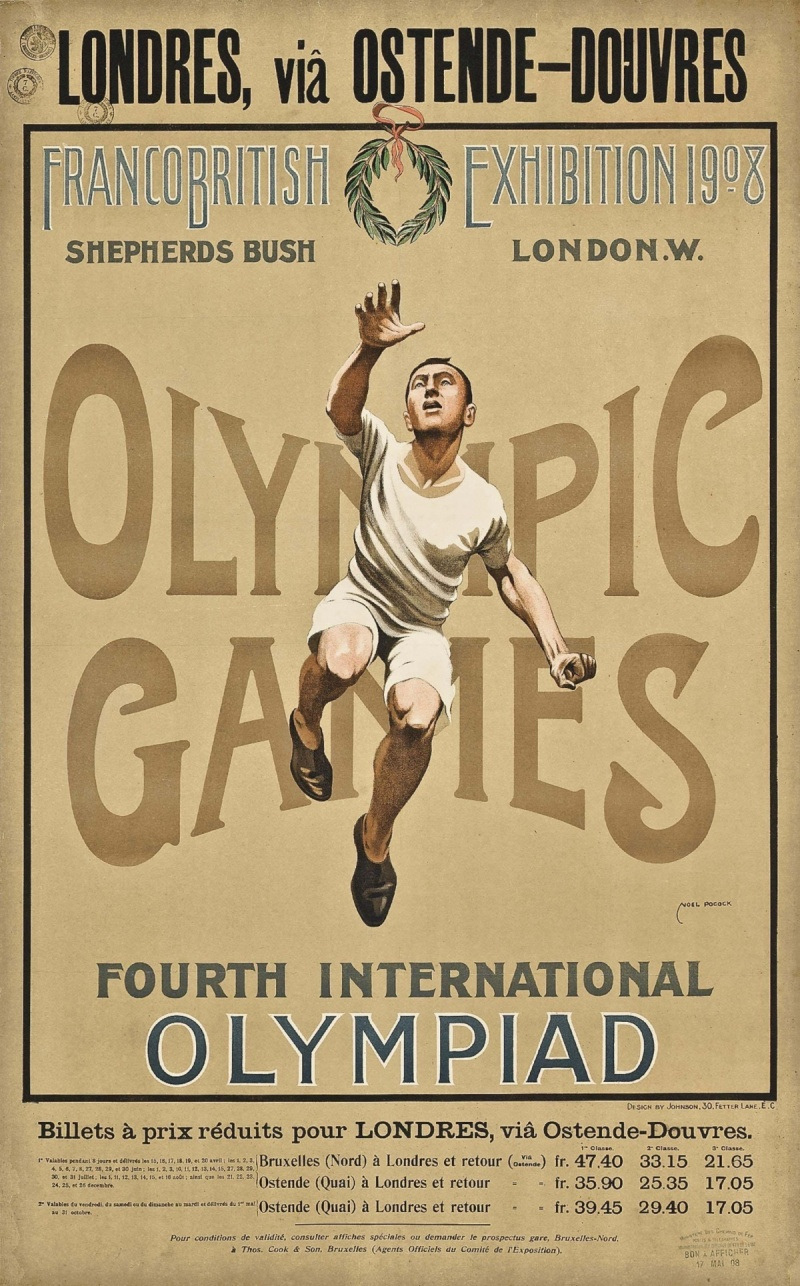

Из-за небольшого количества времени на подготовку Игр (меньше двух лет) организаторы во главе с Уильямом Гренфеллом приняли решение провести соревнования параллельно с Франко-Британской выставкой, несмотря на то, что Пьер де Кубертен был против проведения Олимпиад одновременно с другими международными мероприятиями.
Организаторам необходимо было срочно построить подходящий для Игр стадион. Организационный комитет предложил дирекции Выставки заняться строительством в обмен на 75 % доходов от билетов, и соглашение было подписано 14 ноября 1907 года. Общая стоимость строительства стадиона Уайт-Сити на 66 000 мест составила 220 000 фунтов стерлингов.
К июню 1908 года возникла новая проблема — за несколько недель до начала основных соревнований организационному комитету не хватало 10 000 фунтов стерлингов. Ему пришлось объявить о необходимости пожертвований. На призыв откликнулись принц Уэльский Георг, владельцы газеты «Daily Mail», семья американского миллионера Корнелиуса Вандербилта и даже французское правительство. В итоге, за две недели было собрано 16 000 фунтов стерлингов.
В планах организаторов было участие около 2666 спортсменов, однако приехали только 2008 человек. Предлагалось провести соревнования по гольфу, конному спорту, крикету и хоккею на траве, но они не были включены в программу. Бокс первоначально не подразумевался как ещё один олимпийский вид спорта, но турниры по нему всё же прошли. Организационный комитет также рассматривал идею о включении соревнований по искусству — архитектуре, живописи, литературе, скульптуре и музыке, но эта идея была воплощена лишь на следующей Олимпиаде в Стокгольме.

## Спортивные объекты

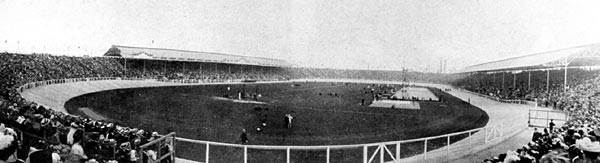
Стадион Уайт-Сити

- Академическая гребля — река Темза, Хенли-он-Темс.
- Бокс — Нортгемптонский институт, Клеркенвилль.
- Борьба, велоспорт, водное поло, лёгкая атлетика, лакросс, перетягивание каната, плавание, прыжки в воду, регби, спортивная гимнастика, стрельба из лука, фехтование, футбол, хоккей на траве — стадион Уайт-Сити, Шеффердс Буш и прилежащий бассейн.
- Водно-моторный спорт — Саутгемптон
- Жё-де-пом, рэкетс, теннис (закрытые корты) — Королевский клуб, западный Кенсингтон.
- Теннис (открытые корты) — Уимблдон
- Парусный спорт — королевский яхт-клуб Виктории, остров Уайт; королевский яхт-клуб, Глазго.
- Поло — площадки Харлингемского клуба
- Пулевая стрельба — Бисли, Суррей
- Стендовая стрельба — Аксендон
- Фигурное катание — конькобежный клуб Найтсбриджа.

## Церемонии

### Открытие Игр

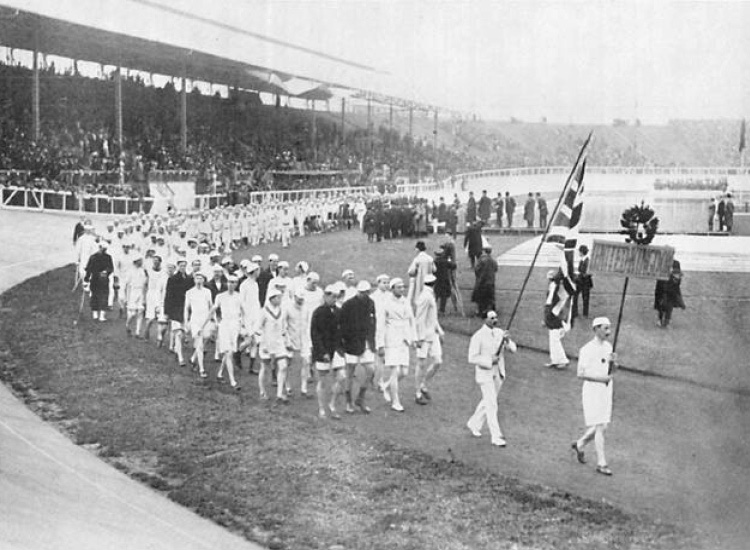
Сборная Великобритании во время парада

Официальная церемония открытия Игр прошла на стадионе Уайт-Сити 13 июля, хотя первые соревнования начались уже 27 апреля и к этому моменту были разыграны 25 комплектов медалей.
На церемонию приехали множество знатных людей как со всей Великобритании, так и из остальной части Европы. В 15:49 на стадион прибыл король Эдуард VII вместе со своей женой Александрой. После этого прозвучали фанфары и Уильям Гренфелл спросил у короля: «Объявит его величество IV Олимпиаду открытой?», на что монарх сказал: «Я объявляю Олимпийские игры Лондона открытыми». Затем оркестр гренадеров сыграл гимн Великобритании, и 18 национальных сборных, собравшихся на церемонии, приняли участие в параде вокруг стадиона, при этом впервые неся национальные флаги. Сборные участников маршировали в алфавитном порядке стран на английском языке. Финский знаменосец прошёл без флага, так как в России запретили спортсменам выступать под флагом Финляндии, а маршировать под российским они отказались.
Проходя возле королевской ложи, знаменосцы наклоняли флаги в честь Эдуарда VII. Единственной, кто отказался это сделать, была делегация США, так как организаторы по ошибке повесили вместо американского и шведского флагов знамёна Китая и Японии, которые не принимали участия в Играх.

### Награждение призёров

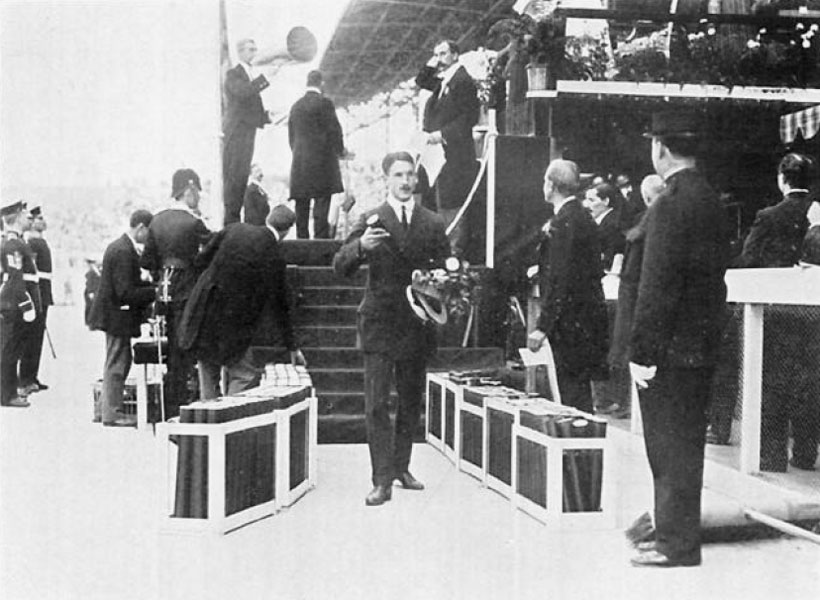
Уиндхем Холсуэлл после награждения

Церемония награждения призёров Игр прошла 28 июля. На ней вручались медали победителям июльских соревнований. Вручать призы должен был король Эдуард VII, но он, рассерженный поведением американских спортсменов на церемонии открытия, отказался участвовать в этом мероприятии. Вместо него золотые медали победителям отдавала его жена Александра, серебряные награды — герцогиня Ратленда Кэтлин Теннарт, бронзовые — Кэтрин Гросвернор, герцогиня Вестминстера. Жена Уильяма Гренфелла Этель Фейн презентовала дипломы и грамоты.

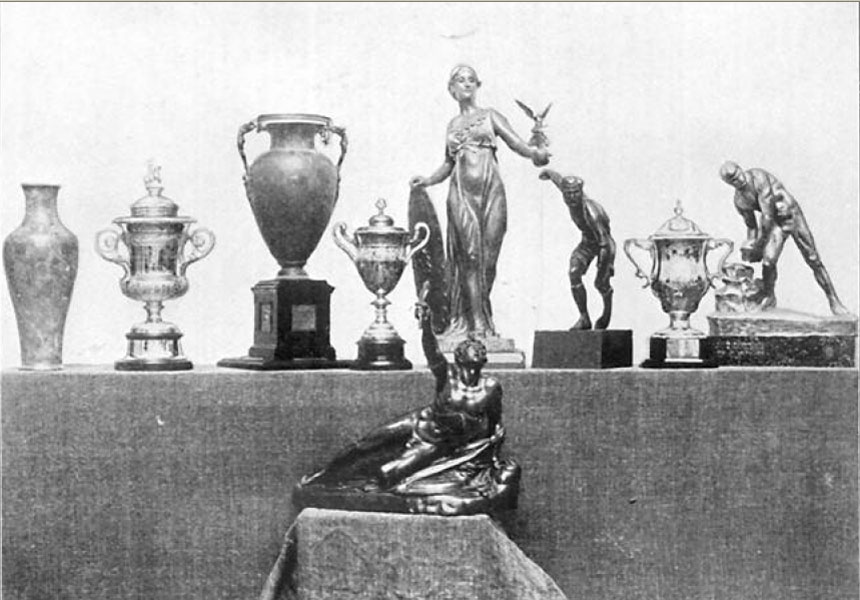
9 вручённых кубков

Кроме того, должны были быть вручены 12 кубков победителям отдельных дисциплин, но в этот день были вручены только девять — Генри Тейлору за победу в плавании на 1500 м; сборной Великобритании по водному поло, выигравшей турнир; французской команде, ставшей лучшей в командном соревновании на шпагах; Чарльзу Бартлетту за победу в 100-километровой гонке на велосипеде; Уолтеру Ивингу, победителю в стендовой стрельбе; Джону Хейесу, пробежавшему марафон с новым олимпийским рекордом; Альберто Бралья, чемпиону в личном первенстве по спортивной гимнастике; Мартину Шеридану, защитившему свой титул в метании диска и Ричарду Вейсу, борцу-тяжеловесу греко-римского стиля, обыгравшего всех в своей весовой категории. Кубки лучшему экипажу восьмёрок в академической гребле, лучшей сборной по футболу и лучшей команде в парусном спорте были отданы позже.
Дополнительные призы были вручены итальянцу Дорандо Пьетри, который с огромными усилиями первым финишировал в марафоне, но позднее был дисквалифицирован, и многим официальным лицам за организацию Игр.

### Закрытие Игр
Церемонии закрытия как таковой не было. Вместо неё, в день окончания Франко-Британской выставки 31 октября, после финального матча по хоккею на траве, был дан праздничный банкет в одном из ресторанов в центре Лондона. На нём собрались официальные лица и оставшиеся в городе спортсмены, всего присутствовало 450—500 человек. Они выступали с речами, обсуждая итоги Игр.

## Календарь

### Апрель — июнь
| ● | Квалификация соревнований | ● | Финалы соревнований |

| День      | 27 апреля | 28 апреля | 29 апреля | 30 апреля | 1 мая | 6 мая | 7 мая | 8 мая | 9 мая | 11 мая | 18 мая | 19 мая | 20 мая | 21 мая | 23 мая | 28 мая | 18 июня | 21 июня | Медали |
| --------- | --------- | --------- | --------- | --------- | ----- | ----- | ----- | ----- | ----- | ------ | ------ | ------ | ------ | ------ | ------ | ------ | ------- | ------- | ------ |
| Жё-де-пом |           |           |           |           |       |       |       |       |       |        |        |        |        |        |        | 1      |         |         | 1      |
| Поло      |           |           |           |           |       |       |       |       |       |        |        |        |        |        |        |        |         | 1       | 1      |
| Рэкетс    |           |           | 1         |           | 1     |       |       |       |       |        |        |        |        |        |        |        |         |         | 2      |
| Теннис    |           |           |           |           |       |       |       |       | 1     | 2      |        |        |        |        |        |        |         |         | 3      |
| День      | 27 апреля | 28 апреля | 29 апреля | 30 апреля | 1 мая | 6 мая | 7 мая | 8 мая | 9 мая | 11 мая | 18 мая | 19 мая | 20 мая | 21 мая | 23 мая | 28 мая | 18 июня | 21 июня | Медали |

### Июль
| ● | Церемония открытия | ● | Церемония награждения | ● | Квалификация соревнований | ● | Финалы соревнований |

| Июль                  | 6 | 7 | 8 | 9 | 10 | 11 | 12 | 13 | 14 | 15 | 16 | 17 | 18 | 19 | 20 | 21 | 22 | 23 | 24 | 25 | 26 | 27 | 28 | 29 | 30 | 31 | Медали |
| --------------------- | - | - | - | - | -- | -- | -- | -- | -- | -- | -- | -- | -- | -- | -- | -- | -- | -- | -- | -- | -- | -- | -- | -- | -- | -- | ------ |
| Церемония             |   |   |   |   |    |    |    | ●  |    |    |    |    |    |    |    |    |    |    |    |    |    |    | ●  |    |    |    |        |
| Академическая гребля  |   |   |   |   |    |    |    |    |    |    |    |    |    |    |    |    |    |    |    |    |    |    |    |    |    | 4  | 4      |
| Борьба                |   |   |   |   |    |    |    |    |    |    |    |    |    |    | 1  |    | 3  | 1  | 3  | 1  |    |    |    |    |    |    | 9      |
| Велоспорт             |   |   |   |   |    |    |    |    | 1  | 2  | 1  | 1  | 2  |    |    |    |    |    |    |    |    |    |    |    |    |    | 7      |
| Водное поло           |   |   |   |   |    |    |    |    |    |    |    |    |    |    |    |    | 1  |    |    |    |    |    |    |    |    |    | 1      |
| Лёгкая атлетика       |   |   |   |   |    |    |    |    | 3  | 2  | 2  | 2  | 3  |    | 1  | 2  | 3  | 2  | 2  | 4  |    |    |    |    |    |    | 26     |
| Парусный спорт        |   |   |   |   |    |    |    |    |    |    |    |    |    |    |    |    |    |    |    |    |    |    |    | 3  |    |    | 3      |
| Перетягивание каната  |   |   |   |   |    |    |    |    |    |    |    |    | 1  |    |    |    |    |    |    |    |    |    |    |    |    |    | 1      |
| Плавание              |   |   |   |   |    |    |    |    |    |    | 1  | 1  | 1  |    | 1  |    |    |    | 1  | 1  |    |    |    |    |    |    | 7      |
| Прыжки в воду         |   |   |   |   |    |    |    |    |    |    |    |    | 1  |    |    |    |    |    | 1  |    |    |    |    |    |    |    | 2      |
| Спортивная гимнастика |   |   |   |   |    |    |    |    |    | 1  | 1  |    |    |    |    |    |    |    |    |    |    |    |    |    |    |    | 2      |
| Стрельба              |   |   |   | 2 | 4  | 9  |    |    |    |    |    |    |    |    |    |    |    |    |    |    |    |    |    |    |    |    | 15     |
| Стрельба из лука      |   |   |   |   |    |    |    |    |    |    |    |    | 2  |    | 1  |    |    |    |    |    |    |    |    |    |    |    | 3      |
| Теннис                |   |   |   |   |    | 3  |    |    |    |    |    |    |    |    |    |    |    |    |    |    |    |    |    |    |    |    | 3      |
| Фехтование            |   |   |   |   |    |    |    |    |    |    |    |    |    |    |    |    |    |    | 4  |    |    |    |    |    |    |    | 4      |
| Медали                |   |   |   | 2 | 4  | 12 |    |    | 4  | 5  | 6  | 4  | 10 |    | 4  | 2  | 7  | 3  | 11 | 6  |    |    |    | 3  |    | 4  | 87     |
| Июль                  | 6 | 7 | 8 | 9 | 10 | 11 | 12 | 13 | 14 | 15 | 16 | 17 | 18 | 19 | 20 | 21 | 22 | 23 | 24 | 25 | 26 | 27 | 28 | 29 | 30 | 31 | Медали |

### Август
| ● | Квалификация соревнований | ● | Финалы соревнований |

| Август               | 11 | 12 | 28 | 29 | Медали |
| -------------------- | -- | -- | -- | -- | ------ |
| Водно-моторный спорт |    |    | 1  | 2  | 3      |
| Парусный спорт       |    | 1  |    |    | 1      |
| Август               | 11 | 12 | 28 | 29 | Медали |

### Октябрь
| ● | Церемония закрытия | ● | Квалификация соревнований | ● | Финалы соревнований |

| Октябрь          | 19 | 20 | 21 | 22 | 23 | 24 | 25 | 26 | 27 | 28 | 29 | 30 | 31 | Медали |
| ---------------- | -- | -- | -- | -- | -- | -- | -- | -- | -- | -- | -- | -- | -- | ------ |
| Церемония        |    |    |    |    |    |    |    |    |    |    |    |    | ●  |        |
| Бокс             |    |    |    |    |    |    |    |    | 5  |    |    |    |    | 5      |
| Лакросс          |    |    |    |    |    | 1  |    |    |    |    |    |    |    | 1      |
| Регби            | 1  |    |    |    |    |    |    |    |    |    |    |    |    | 1      |
| Фигурное катание |    |    |    |    |    |    |    |    |    |    | 4  |    |    | 4      |
| Футбол           |    |    |    |    |    | 1  |    |    |    |    |    |    |    | 1      |
| Хоккей на траве  |    |    |    |    |    |    |    |    |    |    |    |    | 1  | 1      |
| Октябрь          | 19 | 20 | 21 | 22 | 23 | 24 | 25 | 26 | 27 | 28 | 29 | 30 | 31 | Медали |

## Соревнования
Соревнования (в скобках указано количество медалей):
| - Академическая гребля (4) - Бокс (5) - Борьба (9) - Велоспорт (7) - Водное поло (1) - Водно-моторный спорт (3) - Жё-де-пом (1) - Лякросс (1) | - Лёгкая атлетика (26) - Парусный спорт (4) - Перетягивание каната (1) - Плавание (6) - Поло (1) - Прыжки в воду (2) - Регби (1) - Рэкетс (2) | - Спортивная гимнастика (2) - Стрельба (15) - Стрельба из лука (3) - Теннис (6) - Фехтование (4) - Фигурное катание (4) - Футбол (1) - Хоккей на траве (1) |

Таким образом, были представлены следующие виды спорта и дисциплины: академическая гребля, бокс, борьба, велоспорт, водное поло, водно-моторный спорт, жё-де-пом, лакросс, лёгкая атлетика, парусный спорт, перетягивание каната, плавание, поло, прыжки в воду, регби, рэкетс, спортивная гимнастика, стрельба (пулевая и стендовая), Стрельба из лука, теннис, фехтование, фигурное катание, футбол и хоккей на траве. Также прошли демонстрационные соревнования по дуэльной стрельбе на пистолетах.
По сравнению с предыдущими Играми отсутствовали гольф, рокки и тяжёлая атлетика (она была вновь включена в программу Олимпиады 1920). После перерыва статус олимпийских видов спорта получили парусный спорт, поло, регби и стрельба. В первый и последний раз были проведены состязания по водно-моторному спорту, жё-де-пому и рэкетсу; впервые включённый в программу хоккей на траве сохранил свой статус; фигурное катание также появилось впервые, но, так как это зимний вид спорта, то с 1924 года получило постоянную прописку на зимних Олимпиадах.
Из-за того, что всё больше и больше спортсменов хотели принять участие в соревнованиях, организаторы впервые стали ограничивать количество участников и ввели квалификационные отборы.

### Апрель — июнь
В этот период прошли соревнования по четырём видам спорта — жё-де-пом, поло, рэкетс и теннис в помещении. Первыми прошли состязания в одиночном и парном разряде по рэкетсу с 27 апреля по 1 мая, в которых участвовали всего семь британцев. В индивидуальном турнире лучшим стал Эван Ноэль, а в парном золотые медали выиграли Вейн Пеннелл и Джон Джейкоб Астор V. На последующих Играх соревнования по этому виду спорта не проводились.
С 6 по 11 мая прошли три из шести турниров по теннису — среди мужчин (одиночный и парный разряд) и женщин в закрытых кортах. Лучшим спортсменом стал британец Артур Гор, выигравший обе дисциплины (парную вместе с Гербертом Бэрретом). В женском турнире победила Гвендолайн Истлейк-Смит.
Следующим был разыгран индивидуальный комплект медалей по жё-де-пому. Американец Джей Гулд выиграл золотую награду, а серебряная и бронзовая достались британцам Юстасу Майлсу и Невиллу Литтону соответственно.
В июне прошли два матча по поло. В турнире участвовали три команды Великобритании. Одна из них стала чемпионкой, а две другие получили серебряные медали, так как матча за второе и третье места не было.

### Июль
В июле было проведено самое большое количество соревнований, спортсмены боролись за 80 комплектов медалей в двенадцати видах спорта.

#### Борьба
Соревнования по борьбе были проведены с 20 по 25 июля. Впервые прошли турниры одновременно среди вольных и греко-римских борцов. Несмотря на весовые категории, британец Джордж де Релуискоу смог принять участие в двух турнирах и выиграть две медали. В итоговом зачёте лидировали спортсмены принимающей страны, которые стали лучшими в трёх дисциплинах. Помимо них, чемпионами стали представители ещё пяти стран.

#### Велосипедный спорт
В велоспорте были разыграны семь комплектов медалей. Спортсмены впервые соревновались в командной гонке преследования и в тандеме. Гонки на 660 ярдов, 5 и 20 км также были проведены впервые, но после были отменены. Только спринт и заезд на 100 км устраивались раньше. В каждой гонке был установлен лимит времени, и если он превышался, то заезд не засчитывался и не переигрывался. Из-за этого финал в спринте считался несостоявшимся, и победители в этом виде программы определены не были. В итоговом командном зачёте первенствовали британцы, а два велогонщика этой сборной — Бенджамин Джонс и Кларенс Кингсбёри — стали двукратными чемпионами.

#### Водное поло
В водном поло участвовали только четыре команды, которые провели три матча. 15 июля в четвертьфинале Бельгия обыграла Нидерланды со счётом 8:1. Затем 20 июля она же выиграла у Швеции в полуфинальной встрече с результатом 8:4. В финале 22 июля бельгийцы соревновались со сборной Великобритании, вышедшей сразу в финал, и хозяева турнира выиграли со счётом 9:2.

#### Спортивная гимнастика
В программу гимнастических соревнований на этот период были включены только две дисциплины — личное и командное первенство. В индивидуальном состязании участвовали 148 человек, лучшим из них стал итальянец Альберто Бралья. Среди команд, лучший результат показали шведы, и 38 гимнастов этой страны выиграли золотые медали.

#### Лёгкая атлетика
В лёгкой атлетике соревнования проходили в 27 видах (перетягивание каната, входившее в легкоатлетическую программу, в настоящее время является отдельным видом спорта). Были добавлены стайерский бег (5 миль) и спортивная ходьба (3500 м и 10 миль); единственный раз в истории Игр была проведена смешанная эстафета (200+200+400+800 м), соревнования в метании диска и метании копья греческим стилем.
В гладком спринте не удалось победить ни одному представителю США: в беге на 100 м победил южноафриканец Реджинальд Уолкер, на 200 м — канадец Роберт Керр. В финале на 400 м произошёл скандал — финишировавший первым американец Джон Карпентер был дисквалифицирован за то, что толкал британца Уиндхема Холсуэлла. Был назначен повторный забег, на который два других американца не вышли из солидарности, и чемпионом стал Холсуэлл, пробежавший дистанцию в одиночестве. Один из отказавшихся, Джон Тейлор, выиграв в составе сборной эстафету, стал первым олимпийским чемпионом — афроамериканцем.
В беге на средние дистанции — 800 и 1500 м — лучшим стал американец Мелвин Шепперд. Стайерские дистанции выиграли представители Великобритании: Эмиль Войт (5 миль), Артур Рассел (3200 м с препятствиями) и сборная (командный бег на 3 мили).
Дистанция марафонского забега была запланирована в 25 миль (40,23 км). Старт давался в Виндзоре, и по просьбе королевской семьи он был перенесён к балкону Виндзорского замка, что увеличило дистанцию до 42,195 км. Несмотря на то, что на Олимпиадах 1912 и 1920 длина марафона была другая, начиная с Игр 1924 года именно 42 км 195 м стало классической длиной марафона.
Во время забега произошёл случай, который стал одним из самых громких событий Олимпиады. Итальянец Дорандо Пьетри, вышедший в лидеры за милю до стадиона, на стадионе стал терять ориентацию, несколько раз падал; с помощью судьи и журналиста (которым по некоторым сведениям был писатель Артур Конан Дойль) он пересёк финишную черту со временем 2 часа 54 минуты 46 секунд, но был дисквалифицирован за получение посторонней помощи. В итоге чемпионом стал американец Джон Хейз (его результат был лучше, чем у победителей предыдущих Игр, хотя дистанция стала длиннее), а Пьетри получил специальный приз — золотую чашу — из рук королевы.
В барьерном беге подавляющее преимущество имели американцы (чемпионами стали Форрест Смитсон на 110 м и Чарльз Бэкон на 400 м), а в спортивной ходьбе — британцы (обе дистанции выиграл Джордж Лэрнер).
Большинство прыжковых видов выиграли представители США: Гарри Портер — прыжки в высоту, Фрэнсис Айронс — прыжки в длину, Альфред Гилберт и Эдвард Кук разделили первенство в прыжках с шестом; в тройном прыжке победил британец Тимоти Ахерн. 35-летний американец Рей Юри, выиграв прыжки с места в высоту и длину, стал 8-кратным олимпийским чемпионом.
В метаниях, как и на предыдущих Играх, победили американцы Мартин Шеридан (метание диска вольным и греческим стилем), Джон Флэнаган (метание молота) и Ральф Роуз (толкание ядра). Оба способа в метании копья выиграл швед Эрик Лемминг, причём лучший свой результат он показал в метании греческим стилем.
В перетягивании каната, где приняли участие команды трёх стран, весь пьедестал достался командам из Великобритании.

#### Плавание
В период проведения олимпийских соревнований, 19 июня в Лондоне, по инициативе старейшей в мире национальной «Ассоциации любителей плавания Англии» представители 8 государств объявили о создании Международной федерации плавания (ФИНА). ФИНА разработала и утвердила правила проведения соревнований и перечень дистанций, на которых можно проводить официальные соревнования, утвердила первые мировые рекорды.
Соревнования по плаванию проходили уже в соответствии с новыми правилами (тогда ещё имевшими характер рекомендаций). 100-метровый бассейн был для того времени отлично оборудован: он имел стартовые тумбочки, поворотные щиты, разделительные дорожки, специальные места для судей и т. п. В программу было включено 6 дистанций; в таком виде программа мужских соревнований оставалась практически неизменной (в 1912 и 1920 включалась ещё одна дистанция брасса) вплоть до Игр 1956 года.
На дистанции 100 м вольным стилем венгр Золтан Халмаи и американец Чарльз Дэниельс, чемпион и серебряный призёр прошлых Игр на дистанции 100 ярдов, на этот раз поменялись местами. Британец Генри Тейлор стал чемпионом в трёх видах вольным стилем — на 400 м, 1500 м и вместе с командой в эстафете 4×200 м. Дистанцию 200 м брассом выиграл британец Фредерик Холман, а 100 м на спине — немец Арно Биберштайн. Во всех видах, кроме 100 м на спине, победители установили новые мировые рекорды (в эстафете — в предварительном заплыве).

#### Прыжки в воду
Прыгуны в воду разыграли только два комплекта наград — в прыжке с 3-метрового трамплина (впервые на Олимпийских играх), и с 10-метровой вышки. В первой дисциплине первые два места заняли немецкие спортсмены Альберт Цюрнер и Курт Беренс соответственно, а бронзовые медали разделили Готтлоб Вальц из Германии и Джордж Гайдзик из США. Во втором турнире первые четыре места заняли шведские спортсмены во главе с Ялмаром Юханссоном.

#### Стрелковый спорт
В стрельбе устраивались 15 соревнований — три по стрельбе из произвольной винтовки, одно из армейской, четыре из малокалиберной, три по стрельбе по «бегущему оленю», два по стрельбе из пистолета и ещё два в стендовой стрельбе. Швед Оскар Сван установил сразу два достижения — лучший стрелок, выиграв две золотые и одну бронзовую медаль, и самый старый олимпийский чемпион. В момент победы ему было 60 лет.

#### Стрельба из лука
18 июля прошли два соревнования по стрельбе из лука. У мужчин в двойном йоркском круге победил британец Уильям Дод, а у женщин в двойном национальном круге первенствовала его соотечественница Куини Ньюолл, став также самой возрастной чемпионкой Олимпийских игр. 20 июля спортсмены соревновались в стрельбе континентальным стилем. Всю первую десятку заняли французские спортсмены, а чемпионом среди них стал Эжен Гризо.

#### Теннис
С 6 по 11 июля были проведены последние теннисные турниры на открытом воздухе. На этот раз у мужчин лучшим стал Джозайя Ричи, в парном мужском разряде Реджинальд Дохерти и Джордж Гилльярд, а у женщин победила Дороти Чемберс. Все чемпионы были представителями Великобритании.

#### Фехтование
Фехтовальщики, начав свои соревнования 17 июля и подведя итоги 24, разыграли четыре комплекта наград в индивидуальных и командных состязаниях на саблях и шпагах. В итоговом командном зачёте первенствовали французы (две золотые медали, одна серебряная, одна бронзовая), и всего на одну бронзовую награду от них отстали венгерские спортсмены.

### Конец июля — август
В конце июля и в августе спортсмены прошли соревнования в трёх видах спорта.

#### Академическая гребля
В соревнованиях по академической гребле, прошедших с 28 по 31 июля, были разыграны четыре дисциплины — по сравнению с прошлыми Играми, были отменены соревнования среди парных двоек. В каждом классе был устроен плей-офф с участием только двух экипажей. Гонки за третье место не проходили, и бронзовые медали получали по две команды. Все золотые и три серебряные награды получили британские спортсмены.

#### Парусный спорт
Соревнования по парусному спорту впервые прошли под эгидой созданного в 1904 году Международного союза парусного спорта (ИЯРУ), который определил олимпийские классы яхт и регламент регаты. Планировалось провести соревнования в 5 классах.
Предполагалось участие спортсменов из 20 стран, однако в итоге прибыли яхты только из 5 стран. Старт регаты несколько раз откладывался: в классе «8 метров» была заявлена яхта, принадлежащая герцогине Вестминстерской, и организаторы решили подождать герцогиню, опаздывавшую из путешествия по Америке.
Соревнования в классах «6 метров» и «8 метров» прошли 27—29 июля с участием 5 судов из 4 стран в каждой; в обоих классах победили экипажи из Великобритании.
В остальных классах из-за малого количества заявок полноценных соревнований не получилось. В классе «7 метров» заявилась единственная яхта (из Великобритании), которая трижды пройдя дистанцию, была объявлена победителем. В классе «12 метров» подали заявки 2 британские яхты, и организаторы засчитали им в зачёт Олимпийских игр результат регаты в Глазго на реке Клайд (11—12 августа). В классе «15 метров» не было подано ни одной заявки, и соревнования не проводились.

#### Водно-моторный спорт
В водно-моторном спорте были разыграны три комплекта наград — в открытом классе, классе 6,5-8 м и до 18 м. Во всех гонках в финале смог финишировать только один экипаж, и поэтому серебряные и бронзовые медаль разыграны не были.

### Октябрь
В октябре, последнем месяце Игр, прошли соревнования по шести видам спорта. Сначала 19 октября прошёл единственный матч по регби между Австралазией и Великобританией, который объединённая океанская команда выиграла со счётом 32:3.
24 октября прошли финалы по ещё двум командным видам спорта. Сборная Канады по лакроссу обыграла Великобританию. Футбольный турнир, впервые прошедший по олимпийской системе, включал в себя шесть матчей. В финале британцы со счётом 2:0 обыграла датчан, которые в свою очередь в полуфинале победили Францию с результатом 17:1, который до сих пор является одним из самых крупных в истории футбола на высшем уровне.
Все встречи по боксу прошли в один день — 27 октября. Спортсмены соревновались в пяти весовых категориях, а не семи, как до этого. 14 из 15 наград выиграли британские боксёры, включая чемпионов Генри Томаса, Ричарда Ганна, Фредерика Грейса, Джона Дугласа и Альберта Олдмана. Реджинальд Бейкер из Австралии, выиграв серебряную медаль в весе до 71,7 кг, стал единственным иностранцем-призёром.
28 октября начались соревнования по фигурному катанию, а на следующий день состоялись четыре финала. В одиночном катании у мужчин весь подиум заняли шведы во главе с Ульрихом Сальховом. В мужских специальных фигурах (этот вид программы был вскоре отменён) золотую медаль выиграл россиянин Николай Панин-Коломенкин. Среди женщин лучшей стала британка Мэдж Сайерс, а в соревновании дуэтом победила немецкая пара Анна Хюблер и Генрих Бургер.
За три последних дня Олимпиады прошёл турнир по хоккею на траве. Команда Великобритании была представлена сразу четырьмя сборными, которые заняли весь подиум — Англия, Ирландия, Уэльс и Шотландия соответственно (две последние команды разделили третье место), но в медальном зачёте награды были зачислены британской делегации.

## Страны-участницы
Согласно данным МОК, в этих Играх участвовали 22 команды, из них впервые — Турция и Великое княжество Финляндское (которое выступало отдельно от команды России). Несколько команд, которые пропустили летние Олимпийские игры 1904 в Сент-Луисе, после восьмилетнего перерыва вновь приняли участие: Аргентина, Бельгия, Богемия, Дания, Италия, Нидерланды, Норвегия, Россия и Швеция. Впервые приехавшие на Олимпиаду спортсмены Новой Зеландии выступали совместно с Австралией под названием Австралазия. В составе команды Дании впервые принял участие спортсмен из Исландии (отдельной командой Исландия впервые выступила на Играх 1936). Единственной страной, которая участвовала раньше, но на этот раз не приехала, была Куба.
Начиная с этих Игр прекратилась практика участия в отдельных дисциплинах команд, составленных из представителей разных стран (в современной терминологии МОК — «смешанная команда», англ. mixed team).
| - Австралазия - Австрия - Аргентина - Бельгия - Богемия - Великобритания - Венгрия - Германия | - Греция - Дания - Италия - Канада - Нидерланды - Норвегия - Россия | - США - Турция - Финляндия - Франция - Швейцария - Швеция - Южная Африка |

## Медальный зачёт
После этих Игр в прессе были впервые напечатаны таблицы, которые показывали количество медалей, выигранных каждой страной. Однако подобные командные зачёты являются неофициальными, так как МОК не признаёт сравнение достижений одной страны с другой и составляет их только для информации.
Впервые золотые медали получили Норвегия, Россия, Финляндия, Швеция и ЮАР.
Ниже показаны результаты десяти лучших стран:

(Жирным выделено самое большое количество медалей в своей категории; принимающая страна также выделена)
| Общее количество медалей |                |        |         |        |       |
| Место                    | Страна         | Золото | Серебро | Бронза | Всего |
| 1                        | Великобритания | 56     | 51      | 39     | 146   |
| 2                        | США            | 23     | 12      | 12     | 47    |
| 3                        | Швеция         | 8      | 6       | 11     | 25    |
| 4                        | Франция        | 5      | 5       | 9      | 19    |
| 5                        | Германия       | 3      | 5       | 5      | 13    |
| 6                        | Венгрия        | 3      | 4       | 2      | 9     |
| 7                        | Канада         | 3      | 3       | 10     | 16    |
| 8                        | Норвегия       | 2      | 3       | 3      | 8     |
| 9                        | Италия         | 2      | 2       | 0      | 4     |
| 10                       | Бельгия        | 1      | 5       | 2      | 8     |

### Лидеры среди спортсменов
| Обладатели трёх медалей |                       |        |         |        |
| Место                   | Страна                | Золото | Серебро | Бронза |
| 1                       | Генри Тейлор (GBR)    | 3      | 0       | 0      |
| 1                       | Мелвин Шепперд (USA)  | 3      | 0       | 0      |
| 3                       | Бенджамин Джонс (GBR) | 2      | 1       | 0      |
| 4                       | Оскар Сван (SWE)      | 2      | 0       | 1      |
| 4                       | Мартин Шеридан (USA)  | 2      | 0       | 1      |
| 6                       | Джозайя Ричи (GBR)    | 1      | 1       | 1      |
| 7                       | Томас Рэнкен (GBR)    | 0      | 3       | 0      |

## Факты
- Во время Игр, 19 июля, епископ Пенсильвании Этельберт Талбот (англ. Ethelbert Talbot) на службе в соборе святого Павла произнёс известную фразу «Главное — не победа, а участие» (англ. The Games themselves are better than the race and the prize), которую иногда приписывают Пьеру де Кубертену[9].
- Команда Великобритании показала на этой Олимпиаде свой лучший результат.
- На этих Играх четыре спортсмена участвовали сразу в трёх видах спорта, а ещё 42 одновременно в двух.
- В 2008 году, через сто лет после Игр, в Великобритании были отчеканены памятные медали стоимостью в 2 фунта стерлингов, посвящённые этим соревнованиям[24].
- Шведский стрелок Оскар Сван (англ. Oskar Swahn) выиграл золотую олимпийскую медаль в возрасте 60 лет[25].
- В соревнованиях по рэкетсу участвовало семь человек, каждый из них получил медали. Все участники были представителями Великобритании.